# Castoreum
Castoreum — рід грибів родини Mesophelliaceae. Назва вперше опублікована 1887 року.

## Класифікація
До роду Castoreum відносять 4 види:
- Castoreum camphoratum
- Castoreum cretaceum
- Castoreum radicatum
- Castoreum tasmanicum